# Cotesia picipes
Cotesia picipes är en stekelart som först beskrevs av Bouche 1834.  Cotesia picipes ingår i släktet Cotesia och familjen bracksteklar. Inga underarter finns listade i Catalogue of Life.